# 康王 (周)
康王（こうおう）は周朝の第3代の王。(? - 紀元前10世紀)
父（成王）の薨去に伴い即位する。祖父は第1代王の武王。その治世は「天下安寧で刑錯が四十余年用いられない」と称されたというが、実際は召公奭や畢公高の補佐を受けながら、外征を繰り返した。彼の代に周は各諸侯への威信を確立し、国家体制が安定を創出した。康王の代までが周の確立期であった(成康の治)。死後、子の昭王が後を継いだ。